# جاستین هاردی
جاستین هاردی (انگلیسی: Justine Hardy؛ زادهٔ ۱ ژانویهٔ ۱۹۶۶) روزنامه‌نگار، نویسنده، روان‌شناس و درمانگر آسیب دیدگی است که عمده زندگی خود را در هند گذرانده است. او در جنوب آسیا، از جمله کشمیر روزنامه‌نگار بوده است، هاردی در کشمیر بنیاد شفای کشمیر را تأسیس کرد تا به مردم کمک کند و بدینوسیله بر آسیب‌های اجتماعی ناشی از شورش در جامو و کشمیر که در ۱۹۸۹ آغاز شد غلبه‌کند.

## دوران جوانی و تحصیلات
جاستین در لندن متولد شد، در آکسفوردشر بزرگ شد و در انگلستان تحصیل کرد. هاردی دختر رابرت هاردی بازیگر مطرح و مادرش بازیگر سالی پیرسون است که والدینشان بازیگر زن گلادیس کوپرو سر نویل پیرسون بودند.در سال ۱۹۷۸، او برنده مسابقات انشاء در مقاله‌ای که در مدرسه‌اش در بنبری و آکسفوردشر نوشت شد. او در مدرسه تودور هال بنبری تحصیل‌کرد.
هاردی یکی از اعضای تأثیرگذار ساکن در مؤسسه رهبری جهانی دانشگاه تافتس بوده است.در ۲۰۱۱، او کارآموزی را در برنامه آزمون اسلو دریافت‌کرد.

## فعالیت حرفه‌ای

### روزنامه‌نگار و مجری
هاردی از حدود ۱۹۹۰بیش از ۲۵ سال است که در مورد آسیای جنوبی گزارش‌می‌دهد. او در مورد تجربیات خود در کشمیر، جایی که از زمان تقسیم ۱۹۷۴بین هند و پاکستان، که منجر به آغاز جنگ اول کشمیر شد بسیار نوشته است. از سال ۱۹۸۹، درگیری در منطقه وجود دارد، جنگنده‌هایی که مورد حمایت چین، ایران و ایالات متحده هستند.
او ضمن نگارش در یک روزنامه هندی، با نشنال ریویو، تایمز، فایننشال تایمز، ونیتی فیر نیز همکاری داشت. هاردی در ۲۰۱۵به‌طور منظم در مجله تراولر مقاله می‌نوشت. او دربارهٔ فعالان زن در اسلام، صلح و بحران سلامت روانی در کشمیر نیز مقاله نوشته است. سایر موضوعاتی که وی به آن پرداخته شامل موضوعات اجتماعی، بررسی کتاب و سفر می‌باشد.
در ۱۹۹۶، او به عنوان مجری مستند شبکه ۴ در سریال جنگل شهری شروع به کار کرد. هاردی چهار سال مجری برنامه تلویزیونی مسافرت بود. او همچنین در چندین برنامه بی‌بی‌سی دربارهٔ هند مشارکت داشته است، وی همچنین مجری مشترک یک سریال بی‌بی‌سی در مورد فلسفه شرق در غرب بوده است.
او در هیئت مشورتی صدای زنان در حال حاضر مشغول به کار است و از حقوق زنان در تولید فیلم حمایت‌می‌کند.

### نویسنده
هاردی کتاب: «مرز اوکر: سفری در سرزمین‌های مرزی تبت» را در سال ۱۹۵۵ نوشت که روایتی از سفر هاردی به دره‌ای دورافتاده در مرز هند و تبت در هیمالیا است. چهار سال بعد، اسکوپ واله (۱۹۹۹) دوران هاردی را به عنوان گزارشگر روزنامه دهلی بازگو می‌کند. واله در روایت بز نوشته است: داستانی از کشمیر و ناتینگ هیل (۲۰۰۰) نوشته که مسیری را می‌پیماید و با جمع‌آوری موهای بز در تبت به لندن می‌رود و در آنجا پشم بز را به صورت شال به فروش می‌رساند. هاردی بالیوود پسر را در ۲۰۰۲ نوشت، که مطالعه‌ای تحقیقی است دربارهٔ بالیوود و تجارت فیلم هندی. او در جئوگرافیک می‌گوید: «در این کتاب که بهترین کتاب او می‌باشد، او درخشش بالیوود را به تصویر می‌کشد در عین پرداختن به جنبه‌های اجتماعی بالیوود و مشکلاتی که در دنیای زیرین و فقر وجود دارد، هاردی برای مصاحبه و تعریف از کارش به ترفند اصلی ردیابی یک ساله «هرتیک روشن» یعنی درخشان‌ترین بالیوود می‌پردازد،»